# Obscuriphora sheppardi
Obscuriphora sheppardi är en tvåvingeart som beskrevs av Ronald Henry Lambert Disney 1986. Obscuriphora sheppardi ingår i släktet Obscuriphora och familjen puckelflugor. Inga underarter finns listade i Catalogue of Life.